# Faical Saidi
Faical Saidi, född 1 oktober 1990, är en marockansk taekwondoutövare. 

## Karriär
I maj 2015 tävlade Saidi i 74 kg-klassen vid VM i Tjeljabinsk, där han blev utslagen i 32-delsfinalen av serbiske Damir Fejzić. I juni 2017 tävlade Saidi i 68 kg-klassen vid VM i Muju, där han blev utslagen i sextondelsfinalen av brittiske Peter Longobardi Radford. I maj 2019 tävlade Saidi i 68 kg-klassen vid VM i Manchester, där han återigen blev utslagen i sextondelsfinalen av polske Karol Robak. I augusti 2019 tog Saidi brons i 68 kg-klassen vid afrikanska spelen i Rabat.
I juni 2021 tog Saidi brons i 68 kg-klassen vid afrikanska mästerskapen i Dakar. I juli 2022 tog han återigen brons i 68 kg-klassen vid afrikanska mästerskapen i Kigali. I november 2022 tävlade Saidi i 68 kg-klassen vid VM i Guadalajara, där han blev utslagen i åttondelsfinalen av taiwanesiske Chiu Yi-jui.